# Marquesado de Peñaflor

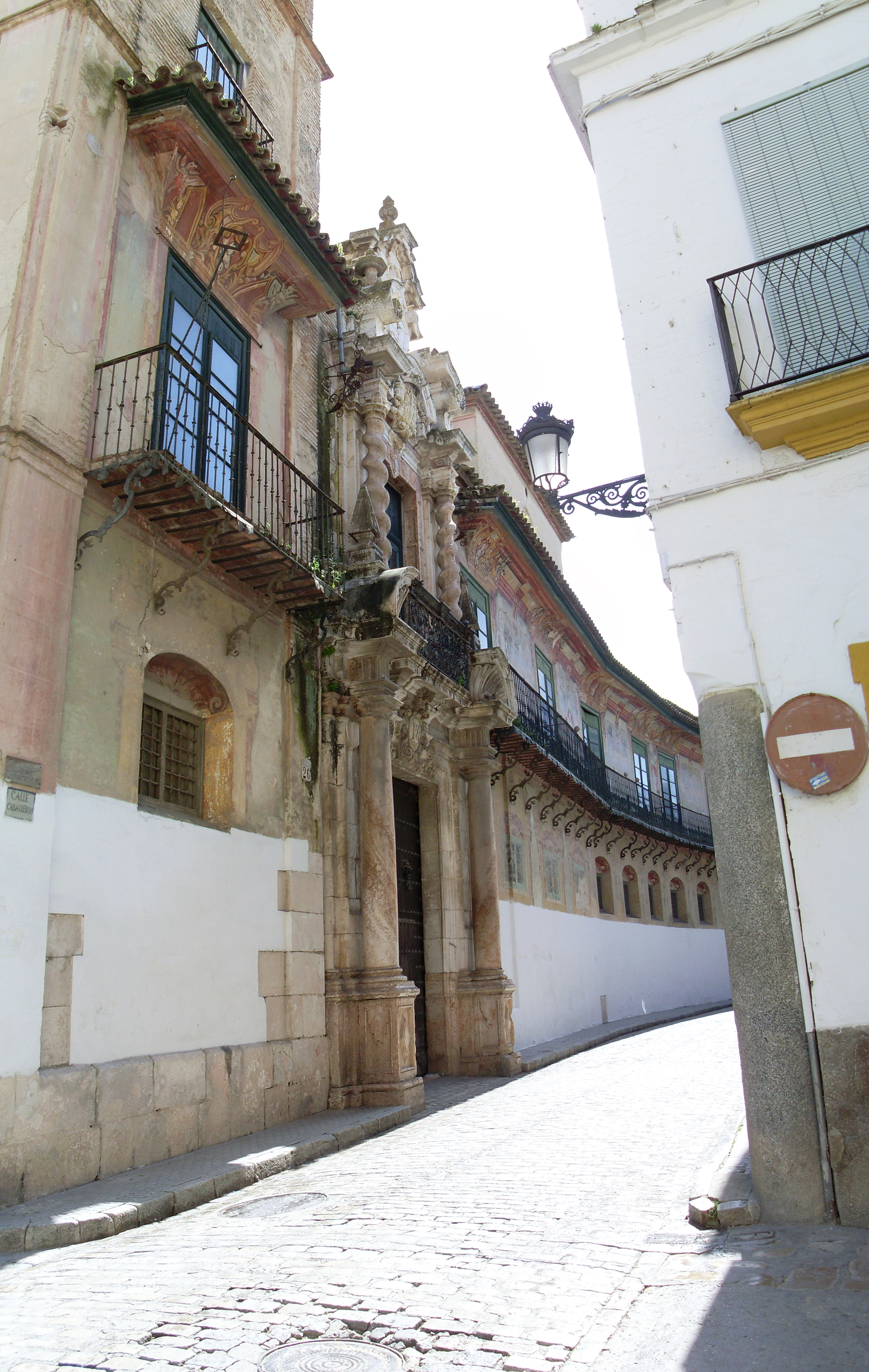
Portada del Palacio Peñaflor en Écija

El marquesado de Peñaflor es un título nobiliario español concedido mediante Decreto firmado
el 3 de diciembre de 1664, por el rey Felipe IV en 1664 a favor de Juan Tomas Fernández de Henestrosa y Aguilar-Ponce de León, hijo del I señor de Peñaflor. Aunque la denominación del título hace referencia al municipio andaluz de Peñaflor, los Henestrosa eran una familia noble que tenían su residencia en Écija, dónde hasta el siglo XX habitaron el conocido como Palacio de Peñaflor.
No confundir este título nobiliario con el condado de Peñaflor de Argamasilla, concedido en 1620 a la familia noble sevillana de los Villacís.

## Historia
En 1653, la villa Peñaflor fue vendida a Antonio Fernández de Henestrosa, un importante noble ecijano. De este modo, desde mediados del siglo XVII, la villa está bajo la jurisdicción de la familia Fernández de Henestrosa, quienes ostentan el título de marqueses de Peñaflor desde 1664.
Juan Tomás Fernández de Henestrosa y Aguilar-Ponce de León, I marqués de Peñaflor, nació en Écija y fue bautizado en la parroquia de San Juan, el lunes 23 de diciembre de 1623. Fue colegial del mayor de Cuenca en el año de 1658 y en el de Salamanca, alcalde de Hijosdalgo de Granada y oidor de aquella Chancillería entre los años 1686-1689, así como caballero de la Orden de Alcántara.
En 1958, murió sin descendencia Isabel de Angulo y Rodríguez de Toro, marquesa viuda de Peñaflor, quien dispuso en su testamento que sus bienes pasarían a ser administrados por una fundación privada denominada «Fundación de los Excelentísimos señores Marqueses de Peñaflor y de Cortes de Graena».

## Señores de Peñaflor
- Antonio Fernández de Henestrosa, I señor de Peñaflor, XI señor de Turullote, heredado de su hermano Juan. Hijo de Francisco Álvarez de Henestrosa y de Juana de Ayala Moscoso y Montemayor, novenos señores de Turullote.[3] Casado con su prima-hermana, Elvira de Aguilar Ponce de León, hija de Luis de Aguilar Ponce de León, señor de Gallape[4] y de su segunda mujer Inés de Henestrosa. El cual unió los mayorazgos de los Henestrosas Cabreras, el de Montemayor, el de Turullote, al que añadió el de Peñaflor.[4] Le sucedió su hijo:[5]

## Marqueses de Peñaflor
- Juan Tomás Fernández de Henestrosa y Aguilar-Ponce de León, I marqués de Peñaflor,[6]  caballero de la Orden de Calatrava y XII señor de Turollote.[5] Casado en 1644 con Inés María de Aguilar-Ponce de León y Aguilar,[7] señora de Gayape, hija de Luis de Aguilar y Henestrosa y Ana María de Aguilar y de la Cueva. Juan Tomás otorgó testamento el 12 de junio de 1694.[8] Le sucede su primogénito:[9][10]
- Antonio Fernández de Henestrosa y Aguilar-Ponce de León (m. 1697), II marqués de Peñaflor.[6]  Contrajo matrimonio el 16 de octubre de 1669 con Elvira de Aguilar y Córdoba, X señora del Pilar.[10] Les sucede su hijo:[11]
- Juan Bautista Fernández de Henestrosa y Aguilar (1674–1716), III marqués de Peñaflor, Alférez Mayor de Écija.  Casado poco antes de 1699 con María Pascuala Pérez de Barradas, hija de Antonio Lope Pérez de Barradas Portocarrero, I marqués de Cortes de Graena[12] [1636-1713] y Mencía Bazán y Rojas.[13][14] Les sucede su hijo:[15]
- Antonio Fernández de Henestrosa (1702-1735), IV marqués de Peñaflor.[16] Casado el 19 de septiembre de 1729 con María Teresa Fernández de Córdoba y Moncayo, hija de los condes de Sástago,[16] Cristóbal Andrés Fernández de Córdoba y Alagón Bazán y Aragón (1672-1748), X conde de Sástago, II marqués de Peñalba, virrey de Sicilia y María Francisca de Moncayo Palafox y Cardona (1680-1758). Les sucede su hija:[16]
- María Francisca de Paula Fernández de Henestrosa y Fernández de Córdoba, V marquesa de Peñaflor, señora de los Donadíos de Turullote, Pernia y Gayape.[16] Bautizada el 17 de marzo de 1733, quedó huérfana de madre en 1734.[16] Parienta mayor de la Casa de Henestrosa en el Reino de España, de la de Moscoso en la ciudad de Écija, y la del Pilar en la Línea de Tello González de Aguilar. Casada el 10 de agosto de 1746 con Antonio Manuel Pérez de Barradas y Fernández de Henestrosa, Baeza Y Mendoza.[16] María Francisca falleció pocos días después de dar a luz a finales de febrero de 1770 al único hijo varón del matrimonio, Antonio Manuel, que heredó el título.[17]   El marqués viudo de Peñaflor, a quien el rey Carlos III, por Decreto de 22 de octubre de 1771, le concedió honores y tratamiento de grande de España para sí, sus hijos y sucesores.[18] Les sucede su hijo:
- Antonio Manuel Pérez de Barradas y Fernández de Henestrosa (febrero de 1770), bautizado el 27 de febrero de 1770, VI marqués de Peñaflor.[19] El VI marqués de Peñaflor falleció en Écija el 16 de septiembre de 1786,[20] sin hijos. Le sucede su hermana:
- Inés María Pérez de Barradas y Fernández de Henestrosa (Écija, 1749–5 de febrero de 1822),[21] VII marquesa de Peñaflor. Bautizada el 1 de marzo de 1740, se casó en Écija el 23 de abril de 1768, con su primo hermano Antonio Lope Pérez de Barradas y Fernández de Córdoba[20] (Guadix, 1750-1784), V marqués de Cortes de Graena y grande de España en 1773. Inés testó el 4 de febrero de 1822 y falleció un día después.[21] Le sucede su hijo:
- Juan Bautista Pérez de Barradas y Fernández de Henestrosa[22][23] (Écija,  19/10/1767-Écija 9/2/1827), VIII marqués de Peñaflor, marqués de Cortes de Graena, grande de España. Contrajo un primer matrimonio en Écija, el 19 de abril de 1792, con Ángela Arias de Saavedra y Vélez de Guevara, primogénita de los marqueses de Quintana de las Torres y de Bay.[24] De este matrimonio nacieron cinco hijos, entre ellos, Fernando, que sucedió en el título. Su primera esposa, Ángela, falleció en 1799 y el marqués volvió a casar con su cuñada, Francisca de Paula, en 1803, de quien tuvo otros cinco hijos.[24]
- Fernando Pérez de Barradas y Arias de Saavedra (Écija, 1798-1856) bautizado el 6 de julio de 1798.[25] Fue IX marqués de Peñaflor, así como de Cortes de Graena, de Quintana de las Torres y de Bay.[25] El 16 de marzo de 1822 contrajo matrimonio en Córdoba con María del Rosario Bernuy y Aguayo (1805-1888), hija de Juan Bautista Bernuy, marqués de Benamejí, y de su esposa María del Carmen Aguayo, condesa de Villaverde de Alta.[25] Tuvieron tres hijas: Ángela Apolinia, casada primero con Luis Tomás Fernández de Córdoba Ponce de León, XV Duque de Medinaceli y después con Luis de León y Cataumber, IV marqués de las Atalayuelas; María del Rosario, casada con Antonio María Fernández de Córdoba Ponce de León, XV duque de Feria; y María del Carmen (1831-1901), casada primero con Juan Bautista de Cabrera y Bernuy y en segunda nupcias con Teobaldo Saavedra y Cueto, I marqués de Viana; así como un hijo que sucedió en el título:[25]
- Juan Bautista Pérez de Barradas y Bernuy (1830-1891), X marqués de Peñaflor. Casado el 21 de agosto de 1854 en Écija, (provincia de Sevilla) con María Teresa Fernández de Córdoba y González de Aguilar (1833-1902), hija de Cristóbal Fernández de Córdoba y Rojas y de María del Valle Aguilar y Espinosa, condes de Luque.[26] Con quien tendría cuatro hijos; Fernando, María del Rosario, casada con Manuel Mariátegui Vinyals, conde de San Bernardo y ministro de Estado de Alfonso XIII, Gonzalo, que murió con siete años, y Álvaro Pérez Barradas y Fernández de Córdoba, casado con María Salvadora Bermúdez de Castro, duquesa de Santa Lucía.[26].
- Fernando Pérez de Barradas y Fernández de Córdoba (Écija, 1856-1928), XI marqués de Peñaflor. Casado el 29 de noviembre de 1888 con Isabel de Angulo y Rodríguez de Toro[27] (Madrid, 5 de diciembre de 1867-Madrid, 30 de enero de 1958), hija de José María de Angulo y Wals y de María del Pilar Rodríguez de Toro y Pérez Estrada, Marquesado de Arenal|marqueses de Arenal.[28] Sin sucesión (en el momento de su fallecimiento, el título sí era hereditario, pero la herencia era patrimonial). Le sucede su hermano:[29]
- Álvaro Pérez de Barradas y Fernández de Córdoba (26 de octubre de 1860-1 de julio de 1939), XII marqués de Peñaflor, I marqués de Bay. Casado con María Salvadora Bermúdez de Castro y Díez. Sin sucesión. Le sucede su hermana:[30]
- María del Rosario Pérez de Barradas y Fernández de Córdoba (Écija, 30 de agosto de 1855-11 de diciembre de 1943), XIII marquesa de Peñaflor, casada con Manuel Mariátegui y Vinyals.[30] (Madrid, 1852-Madrid, 28 de enero de 1894) conde de San Bernardo y Alcalde de Madrid, entre 1892 y 1894. Le sucedió su hijo.
- Alfonso Mariategui y Pérez de Barradas[30] (San Sebastián, 15/9/1887 - ), XIV marqués de Peñaflor (XI marqués de Cortes de Graena). Casado el 30 de noviembre de 1910, con María Araceli Silva Fernández de Córdova, duquesa de Almazán, sin descendencia. Le sucedió su sobrino.[30]
- Jesús Mariategui y Sánchez (1945-1994), XV marqués de Peñaflor.[30] Contrajo matrimonio con María del Pilar Ruiz Salmerón y López Guerrero, fallecida durante la Guerra Civil. Después volvió a casar con la hermana de su primera esposa, María del Carmen, con sucesión del segundo matrimonio.  Convalida el título, así como el de marqués de Cortes de Graena, en 1951 por defunción de su tío Álvaro Pérez de Barradas y Fernández de Córdoba.[31]
- Jesús Manuel Mariátegui Ruiz,[6] XVI marqués de Peñaflor.[32] Contrajo matrimonio con María Teresa Gómez Elegido y Ruiz Olalla. Le sucedió su hija.[6]
- María Teresa Mariátegui y Gómez-Elegido,[6] XVII marquesa de Peñaflor.[33]